# Vicente Ortí y Brull
Vicente Ortí y Brull (f. 1897) fue un escritor, político y periodista español, diputado en las Cortes de la Restauración.

## Biografía
Autor de algunas obras de carácter histórico o administrativo, fue redactor de La Unión y otros periódicos madrileños, además de colaborador de La Ilustración Española. Entre sus obras se contaron títulos como Italia en el siglo XV (Madrid, 1892) El oro, la plata y los cambios y La duquesa de Villahermosa (1896).En su faceta como político obtuvo escaño de diputado a Cortes en las elecciones de 1884, por el distrito lucense de Quiroga. Ortí y Brull, que trabajó para el Banco de España, falleció el 1 de febrero de 1897 en Madrid.